# جان ماسون وارد
جان ماسون وارد (انگلیسی: John Mason Ward؛ ۱۱ اکتبر ۱۹۲۱ – ۳۰ آوریل ۲۰۱۴ (۹۲ ساله)) شیمی‌دان اهل بریتانیا بود.